# Detlev Pilger

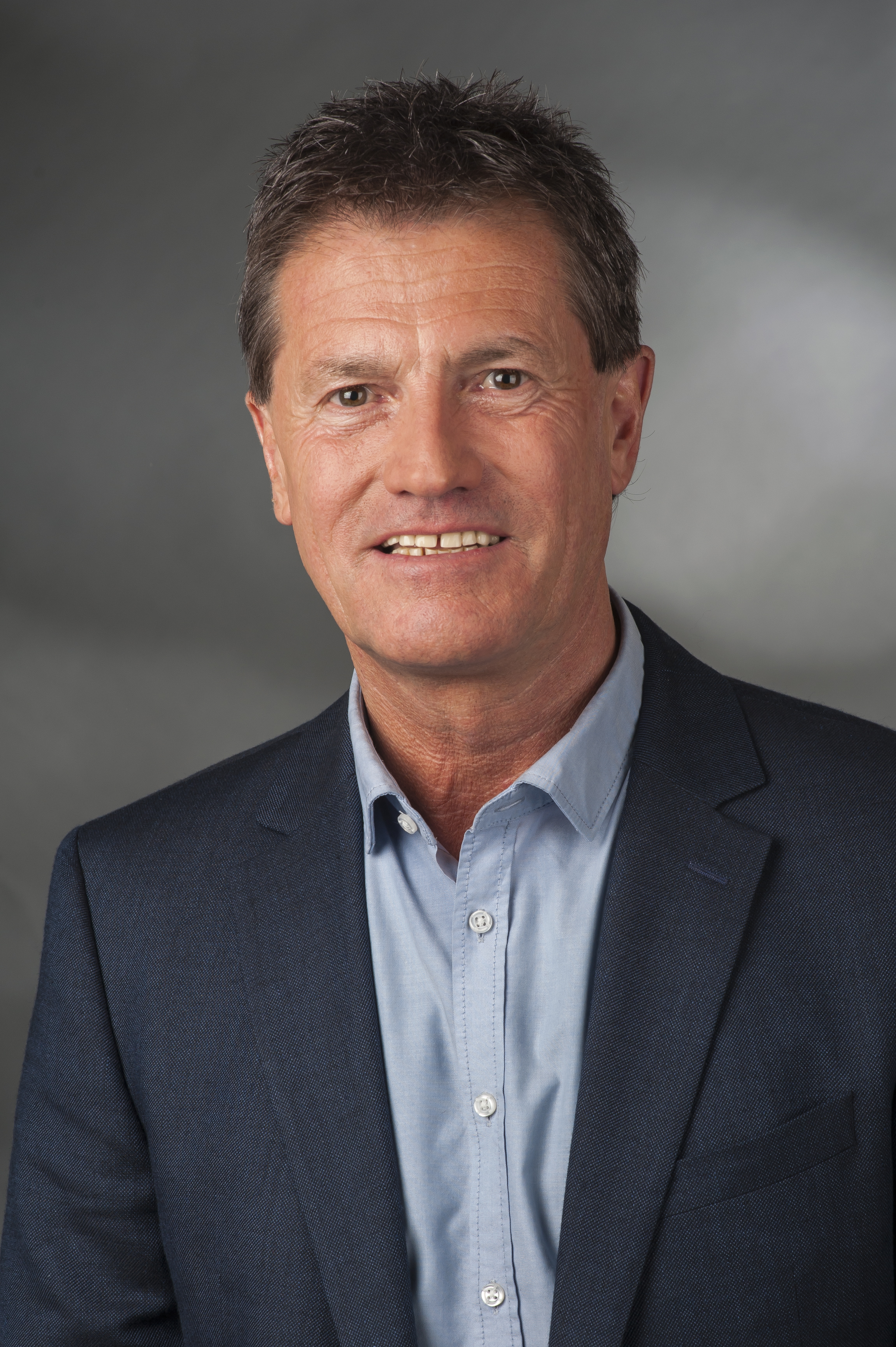
Detlev Pilger (2014)

Detlev Pilger (* 29. April 1955 in Koblenz) ist ein deutscher Politiker der SPD. Von 2013 bis 2021 gehörte er dem Deutschen Bundestag an.

## Leben und Beruf
Pilger besuchte die Grundschule St. Kastor und die Hauptschule Overberg in Koblenz, danach machte er die Ausbildung zum Einzelhandelskaufmann beim Sporthaus Stadion Koblenz und war dort angestellt. Nach dem zweijährigen Zivildienst auf der Pflegestation im Koblenzer Blinden- und Altenheim und einer Reihe weiterer Tätigkeiten, unter anderem als Lagerarbeiter und Möbelpacker, besuchte er die Berufsbildende Schule und die Fachoberschule für Sozialwesen im Stadtteil Karthause. Von 1983 bis 1987 studierte er Religionspädagogik, daran schloss sich ein Anerkennungsjahr als Religionspädagoge und als Pastoraltheologe an. Knapp zwanzig Jahre war er in diesen Berufen angestellt, von 2007 an war er Personalreferent im Generalvikariat im Bistum Trier. 2010 begann er seine Tätigkeit als Lehrer an der Julius-Wegeler-Schule in Koblenz.
Pilger ist Vorsitzender des Ortsvereins der SPD im Koblenzer Stadtteil Güls. Er gehört dem Koblenzer Stadtrat sowie dem Ortsbeirat von Güls und mehreren Ausschüssen, Beiräten und Gremien an.
Pilger ist verheiratet und hat ein Kind.

## Abgeordneter
Bei den Bundestagswahlen 2013 und 2017 kandidierte er im Wahlkreis Koblenz für das Direktmandat und zog jeweils über die Landesliste in den Bundestag ein.
Im 18. Bundestag war er ordentliches Mitglied im Sportausschuss. Im 19. Deutschen Bundestag war er ordentliches Mitglied im Ausschuss für Umwelt, Naturschutz und nukleare Sicherheit. Zudem gehörte er als stellvertretendes Mitglied dem Verteidigungsausschuss sowie dem Sportausschuss an.
Bei der Bundestagswahl 2021 kandidierte er nicht erneut.

## Mitgliedschaften (Auswahl)
- Gewerkschaft GEW
- BSC Güls
- TuS Koblenz
- Heimatfreunde Güls
- Förderverein Kulturfabrik
- Förderverein Café Hahn
- Freundeskreis des Stadttheaters
- Förderverein Rasenplatz Güls e. V.